# Pike (Nowy Jork)
Pike – miasto w Stanach Zjednoczonych, w stanie Nowy Jork, w hrabstwie Wyoming.